# Zustandsgleichung von Mie-Grüneisen
Die Mie-Grüneisen-Zustandsgleichung (engl. auch Mie-Gruneisen equation of state), benannt nach Gustav Mie und Eduard Grüneisen, ist eine Zustandsgleichung der Physik, die für hochverdichtete Materie einen speziellen funktionalen Zusammenhang zwischen der Dichte {\displaystyle \rho }, dem Druck {\displaystyle p} und der absoluten Temperatur {\displaystyle T} darstellt. Sie wird u. a. zur Berechnung der Schallgeschwindigkeit und von Stoßwellen bei hohen Umgebungsdrücken sowie zur Modellierung von seismologischen Untersuchungen des Erdinneren verwendet.
Die spezielle Annahme von Mie-Grüneisen bezieht sich auf die Temperaturabhängigkeit, die nur in der Form einer "skalierten Temperatur" {\displaystyle t} auftreten darf:
{\displaystyle t(T,\rho )={\frac {T}{TD(\rho )}},}
wobei der dichte- oder volumen-abhängige "Temperaturparameter" {\displaystyle TD(\rho )} pauschal das Frequenzspektrum der Gitterschwingungen repräsentiert und üblicherweise mehrere Materialparameter enthält.

## Spezielle Form der Gleichung
Eine spezielle Form der Mie-Grüneisen Zustandsgleichung stellt die Messergebnisse von Hochdruckexperimenten auf der Basis von drei Materialparametern im temperaturunabhängigen Teil dar: 
{\displaystyle p=p_{0}\cdot \left(1-\Gamma \cdot \eta \right)+{\frac {\rho _{0}\cdot C_{0}^{2}\cdot \eta }{\left(1-s\cdot \eta \right)^{2}}}\cdot \left(1-{\frac {\Gamma \cdot \eta }{2}}\right)+\Gamma \cdot \rho _{0}\cdot \left(e-e_{0}\right)}
mit  
{\displaystyle \eta =1-{\frac {\rho _{0}}{\rho }}}.
Hierbei bezeichnet
- {\displaystyle \rho _{0}} die Dichte im Normalzustand
- {\displaystyle C_{0}} die Schallgeschwindigkeit im Normalzustand
- {\displaystyle \Gamma =\Gamma _{0}} den dimensionslosen Grüneisenkoeffizienten im Normalzustand
- {\displaystyle s} den linearen Hugoniot-Steigungskoeffizient (engl. linear Hugoniot slope coefficient), eine dimensionslose Materialkonstante
- {\displaystyle e-e_{0}} die spezifische innere Energie, die im Mie-Grüneisen-Fall nur von der skalierten Temperatur {\displaystyle t} (s. o.) abhängen darf.

## Beispiele für Parameter der Mie-Grüneisen Zustandsgleichung
Wasser: {\displaystyle \rho _{0}=1000} kg/m3 ; {\displaystyle C_{0}=1489} m/s ; {\displaystyle s=1{,}79} ; {\displaystyle \Gamma =1{,}65}
Stahl: {\displaystyle \rho _{0}=7850} kg/m3 ; {\displaystyle C_{0}=4500} m/s ; {\displaystyle s=1{,}49} ; {\displaystyle \Gamma =2{,}17}
Kupfer: {\displaystyle \rho _{0}=8930} kg/m3 ; {\displaystyle C_{0}=3940} m/s ; {\displaystyle s=1{,}48} ; {\displaystyle \Gamma =1{,}96}

## Zusammenhang der Parameter mit anderen thermodynamischen Zustandsgrößen
Die Schallgeschwindigkeit, mit der sich kleine Druck- und Dichteschwankungen in einem Medium fortpflanzen, ist bei reversibler adiabatischer Zustandsänderung (d. h. bei konstanter Entropie {\displaystyle S}) gegeben durch:
{\displaystyle c_{S}={\sqrt {\left.{\frac {\partial p}{\partial \rho }}\right|_{S}}}={\sqrt {{\frac {p}{\rho }}\cdot \gamma }}}
Die Schallgeschwindigkeit ist eine Zustandsgröße. 
Der Adiabatenexponent {\displaystyle \gamma } ergibt sich aus:
{\displaystyle \gamma =-{\frac {V}{p}}\cdot \left.{\frac {\partial p}{\partial V}}\right|_{S}}
Der Grüneisenkoeffizient ist definiert durch:
{\displaystyle \Gamma =-{\frac {V}{T}}\cdot \left.{\frac {\partial T}{\partial V}}\right|_{S}={\frac {\beta }{\kappa \cdot \rho \cdot c_{V}}}}
wobei die Maxwell-Relation {\displaystyle \left.{\frac {\partial S}{\partial V}}\right|_{T}=\left.{\frac {\partial p}{\partial T}}\right|_{V}} und folgende Bezeichnungen verwendet wurden: 
Thermische Ausdehnung:
{\displaystyle \beta ={\frac {1}{V}}\cdot \left.{\frac {\partial V}{\partial T}}\right|_{p}=-{\frac {1}{\rho }}\cdot \left.{\frac {\partial \rho }{\partial T}}\right|_{p}}
Isotherme Kompressibilität:
{\displaystyle \kappa =-{\frac {1}{V}}\cdot \left.{\frac {\partial V}{\partial p}}\right|_{T}}
Isochore spezifische Wärmekapazität:
{\displaystyle c_{V}={\frac {T}{\rho \cdot V}}\cdot \left.{\frac {\partial S}{\partial T}}\right|_{V}}